# 昆特 (堪薩斯州)
昆特（英語：Quinter）是一個位於美國堪薩斯州戈夫縣的城市。

## 地方資料
根據2020年美國人口普查的數據，昆特的面積為2.60平方千米，當中陸地面積為2.60平方千米，而水域面積為0.00平方千米。當地共有人口929人，而人口密度為每平方千米357.31人。